# A.C. Milan w sezonie 1980/1981

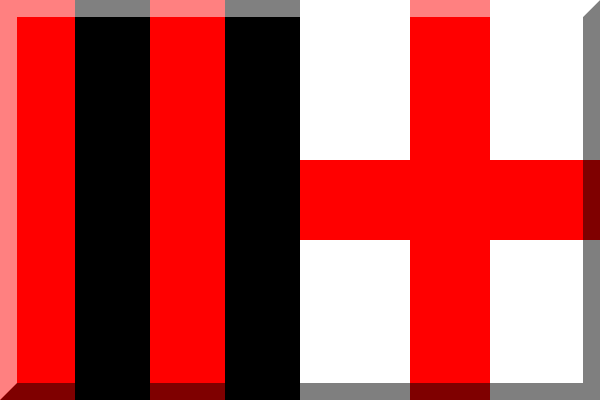
Klubowe barwy Milanu

Osiągnięcia i skład piłkarskiego zespołu A.C. Milan w sezonie 1980/81.

## Osiągnięcia
- Serie B: 1. miejsce (awans do Serie A)
- Puchar Włoch: odpadnięcie w fazie grupowej

## Podstawowe dane
- Oficjalna nazwa klubu: Associazione Calcio Milan
- Siedziba klubu: Via F. Turati 3, Milan
- Boisko: San Siro
- Prezes klubu:  Gaetano Morazzoni
- Trener zespołu:  Massimo Giacomini;  Italo Galbiati
- Kapitan drużyny:  Aldo Maldera III

## Skład zespołu
Bramkarze:
| Włochy | Roberto Incontri |
| Włochy | Ottorino Piotti  |
| Włochy | Antonio Vettore  |

Obrońcy:
| Włochy | Franco Baresi    |
| Włochy | Aldo Bet         |
| Włochy | Fulvio Collovati |
| Włochy | Aldo Maldera     |
| Włochy | Alberto Minoia   |
| Włochy | Mauro Tassotti   |

Pomocnicy:
| Włochy | Sergio Battistini |
| Włochy | Marco Bolis       |
| Włochy | Ruden Buriani     |
| Włochy | Gabriello Carotti |
| Włochy | Stefano Cuoghi    |
| Włochy | Walter De Vecchi  |
| Włochy | Alberigo Evani    |
| Włochy | Andrea Icardi     |
| Włochy | Emilio Monzani    |
| Włochy | Walter Novellino  |
| Włochy | Francesco Romano  |

Napastnicy:
| Włochy | Roberto Antonelli  |
| Włochy | Giuseppe Galluzzo  |
| Włochy | Francesco Vincenzi |